# Dysmachus albovestitus
Dysmachus albovestitus là một loài ruồi trong họ Asilidae. Dysmachus albovestitus được Villeneuve miêu tả năm 1930. Loài này phân bố ở vùng Cổ Bắc giới.